# Bretylium
Bretylium ist ein in Deutschland nicht zugelassenes Antiarrhythmikum (Arzneistoff zur Behandlung von Herzrhythmusstörungen) der Vaughn-Williams-Klasse III (Kaliumkanalblocker).
Vor allem in den USA, wo es unter dem Handelsnamen Bretylol® auf dem Markt ist, wird es bei der Behandlung ventrikulärer Tachykardien und von Kammerflimmern eingesetzt. Die meisten Fachgesellschaften empfehlen den Einsatz von Bretylium nicht mehr, da die Überlegenheit gegenüber anderen Mitteln, die für dieselbe Indikation zugelassen sind (z. B. Lidocain) fraglich ist und die Gabe von Bretylium in vielen Fällen einen sehr schwer beherrschbaren Blutdruckabfall nach sich zieht.